# Montacher-Villegardin
Montacher-Villegardin – miejscowość i gmina we Francji, w regionie Burgundia-Franche-Comté, w departamencie Yonne.
Według danych na rok 1990 gminę zamieszkiwały 534 osoby, a gęstość zaludnienia wynosiła 18 osób/km² (wśród 2044 gmin Burgundii Montacher-Villegardin plasuje się na 432. miejscu pod względem liczby ludności, natomiast pod względem powierzchni na miejscu 184.).